# TT249
TT249 (Theban Tomb 249) è la sigla che identifica una delle Tombe dei Nobili ubicate nell'area della cosiddetta Necropoli Tebana, sulla sponda occidentale del Nilo dinanzi alla città di Luxor, in Egitto. Destinata a sepolture di nobili e funzionari connessi alle case regnanti, specie del Nuovo Regno, l'area venne sfruttata, come necropoli, fin dall'Antico Regno e, successivamente, sino al periodo Saitico (con la XXVI dinastia) e Tolemaico.

## Titolare
TT249 era la tomba di:
| Titolare    | Titolo                           | Necropoli           | Dinastia/Periodo             | Note                                                               |
| ----------- | -------------------------------- | ------------------- | ---------------------------- | ------------------------------------------------------------------ |
| Neferronpet | Fornitore (?) di vino di datteri | Sheikh Abd al-Qurna | XVIII dinastia (Thutmosi IV) | nella piana;a poca distanza a nord del muro di cinta del Ramesseum |

## Biografia
Considerata l'omonimia e la similitudine di incarichi, Neferronpet titolare di TT249 potrebbe essere identificabile nell'omonimo titolare della TT43, supervisore dei magazzini e capocuoco del Faraone. Nessuna notizia biografica ricavabile.

## La tomba
TT249 si sviluppa, planimetricamente, con forma a "T" rovesciata tipica delle sepolture del periodo; ad un corridoio di accesso, sulle cui pareti (1 in planimetria) sono rappresentati, in una scena incompiuta, il defunto e la moglie, segue una sala trasversale con scene parietali danneggiate. Sulle pareti, su due registri sovrapposti (2), il defunto adora Osiride e Hathor; scene della processione funeraria con il trasporto del sarcofago e un uomo adorante nei pressi della tomba; sulla parete più corta, a est, (3) una stele (abrasa) con uomini ai lati in offertorio e alcune prefiche e portatori di offerte con il defunto e la moglie. Poco oltre (4) su due registri una figlia (?) e alcuni portatori di offerte dinanzi al defunto e alla moglie; una donna in offertorio e alcune suonatrici di arpa, liuto e flauto.
Un breve corridoio, sulle cui pareti (5) è rappresentato il defunto, dà accesso a una camera interna di forma quasi quadrata. Sulle pareti su due registri (6) uomini recano offerte al defunto e alla moglie; due portatori di offerte dinanzi a un uomo seduto (il defunto?) e una donna e un uomo offrono fiori a una coppia seduta. In una nicchia sul fondo della sala (7) il defunto e la moglie dinanzi a a Osiride; un uomo in offertorio alla coppia con mazzi di fiori; due file di portatori di offerte in ginocchio preceduti da un uomo (un figlio?) dinanzi al defunto. Alcuni frammenti di architrave, con rappresentazione del defunto, sono oggi al Museo egizio del Cairo (cat. 30.10.26.4).

### Annotazioni
1. ↑  La numerazione dei locali e delle pareti segue quella di Porter e Moss 1927, p. 335.
2. ↑  La prima numerazione delle tombe, dalla numero 1 alla 253, risale al 1913 con l'edizione del "Topographical Catalogue of the Private Tombs of Thebes" di Alan Gardiner e Arthur Weigall. Le tombe erano numerate in ordine di scoperta e non geografico; ugualmente in ordine cronologico di scoperta sono le tombe dalla 253 in poi.
3. ↑  I campi della Duat, ovvero l'aldilà egizio, si trovavano, secondo le credenze, proprio sulla riva occidentale del grande fiume.
4. ↑  Nella sua epoca di utilizzo, l'area era nota come "Quella di fronte al suo Signore" (con riferimento alla riva orientale, dove si trovavano le strutture dei Palazzi di residenza dei re e i templi dei principali dei) o, più semplicemente, "Occidente di Tebe".
5. ↑  le Tombe dei Nobili, benché raggruppate in un'unica area, sono di fatto distribuite su più necropoli distinte.
6. ↑  Le note, sovente di inquadramento topografico della tomba, sono tratte dal "Topographical Catalogue" di Gardiner e Weigall, ed. 1913 e fanno perciò riferimento alla situazione dell'epoca.

### Fonti
1. ↑  Gardiner e Weigall 1913.
2. ↑  Donadoni 1999,  p. 115.
3. ↑  Gardiner e Weigall 1913, p. 38.
4. 1 2 3  Porter e Moss 1927,  p. 335.
5. ↑  Gardiner e Weigall 1913, pp. 38-39.
6. ↑  Gardiner e Weigall 1913, p. 39.